# Artisornis
Artisornis es un género de aves perteneciente a la familia Cisticolidae. 

## Especies
Posee dos especies: 
- Artisornis metopias - (Reichenow, 1907).
- Artisornis moreaui - (Sclater, 1931).